# Conversaciones con asesinos: Las cintas de Jeffrey Dahmer
Conversaciones con asesinos: Las cintas de Jeffrey Dahmer (en inglés: Conversations with a Killer: The Jeffrey Dahmer Tapes) es una docuserie web de duración limitada creada por Joe Berlinger. El documental es el tercero de la serie antológica Conversaciones con asesinos creada por Brlinger, la cual estrenó dos temporadas tituladas Las cintas de Ted Bundy y Las cintas de John Wayne Gacy. La serie que consta de 3 episodios se estrenó en streaming el 7 de octubre de 2022 y gira en torno a entrevistas del asesino en serie de Milwaukee, Jeffrey Dahmer, en los cuales relata todos sus crímenes.

## Episodios
| N.º en serie | N.º en temp. | Título                     | Dirigido por  | Escrito por   | Fecha de lanzamiento original |
| ------------ | ------------ | -------------------------- | ------------- | ------------- | ----------------------------- |
| 8            | 1            | «Sympathy for the Devil»   | Joe Berlinger | Joe Berlinger | 7 de octubre de 2022          |
| 9            | 2            | «Can I Take Your Picture?» | Joe Berlinger | Joe Berlinger | 7 de octubre de 2022          |
| 10           | 3            | «Evil or Insane?»          | Joe Berlinger | Joe Berlinger | 7 de octubre de 2022          |